# Abdullah Shuhail
Abdullah Shuhail (22 gennaio 1985) è un ex calciatore saudita, di ruolo difensore.

## Palmarès

### Club

#### Competizioni nazionali
- Campionato saudita: 1

Al Shabab: 2011-2012
- Supercoppa saudita: 1

Al-Shabab: 2014